# Euscorpiidae
Die Euscorpiidae sind eine Familie der Skorpione (Scorpiones), deren Umfang bis heute umstritten ist. Mit Euscorpius, Alpiscorpius, Polytrichobothrius und Tetratrichobothrius enthält die Familie die einzigen vier weitgehend auf Europa beschränkten Gattungen der Skorpione.

## Beschreibung
Skorpione sind ein morphologisch insgesamt sehr einheitliches Taxon. Zur systematischen Differenzierung auf morphologischer Basis werden daher meist nur makroskopisch erkennbare Merkmale wie die Zahl und die Positionierung der Trichobothrien verschiedener Segmente der mit Scheren versehenen Pedipalpen sowie die Ausprägung der zahnartigen Gebilde der Scherenhände (Chela manus) verwendet. Die Trichobothrien werden oft spezifisch benannt und erhalten Buchstabenkürzel. Nach Soleglad & Fet zeichnen sich die Euscorpiidae und die nahe verwandte Familie der Chactidae durch folgende gemeinsame Merkmale aus:
- Das Trichobothrium „it“ befindet sich auf der Scherenhand dicht benachbart zur Gelenkmembran des beweglichen Fingers
- Die Trichobothrien der Hand umfassen die Reihe „eb“ bis „et“, dabei hat „eb“ die geringste Distanz zum festen Finger.
- „esb“ ist zur dorsalen Kante des festen Fingers geneigt
- Das Trichobothrium „v3“ auf der Pedipalpenpatella befindet sich auf der proximalen Seite oder in der Mitte dieses Segments und in jedem Fall proximal zu den Trichobothrien „est“ und „et3“.

Ebenfalls nach Soleglad & Fet unterscheiden sich die Euscorpiidae von den Chactidae durch folgende Merkmale:
- Das Pedipalpenfemur-Trichobothrium „d“ befindet sich horizontal in der Mitte des Segments, nicht dicht benachbart zum äußeren dorsalen Kiel
- Die Scherenfinger haben innere Hilfszähne („inner accessory denticles“ = IAD)
- Die äußere Bezahnung der Scherenfinger ist von der mittleren Zahnreihe getrennt
- Die Scherenhände sind insgesamt flach
- Die Patellasporen „DPS“ und/oder „VPS“ sind deutlich ausgeprägt.

## Systematik
Bis 2003 wurden den Euscorpiidae nur die vier Gattungen Euscorpius, Megacormus, Plesiochactas und Troglocormus zugeordnet. Soleglad & Fet stellten 2003 eine Revision der gesamten Ordnung Scorpiones vor. Im Rahmen dieser Revision erhöhten die Autoren auch die Anzahl der Gattungen der Euscorpiidae auf 11 in 3 Unterfamilien mit insgesamt etwa 82 Arten. 2019 wurden in einer Studie sieben weitere Skorpionarten beschrieben und die neuen Gattungen Alpiscorpius und Tetratrichobothrius eingeführt, zu welcher auch Skorpionarten die zuvor zur Gattung Euscorpius gezählt wurden, gehören.
- Unterfamilie Euscorpiinae
  - Euscorpius Thorell, 1876
  - Alpiscorpius Gantenbein, Fet, Largiadèr & Scholl, 1999
  - Polytrichobothrius Birula, 1917
  - Tetratrichobothrius Birula, 1917
- Unterfamilie Megacorminae
  - Megacormus Karsch, 1881
  - Plesiochactas Pocock, 1900
  - Chactopsis Kraepelin, 1912
- Unterfamilie Scorpiopinae
  - Alloscorpiops Vachon, 1980
  - Dasyscorpiops Vachon, 1974
  - Euscorpiops Vachon, 1980
  - Neoscorpiops Vachon, 1980
  - Paracorpiops Banks, 1928
  - Scorpiops Peters, 1861
  - Troglocormus Francke, 1981

Die Gattung Chactopsis war bis dahin zur Familie Chactidae gestellt worden, die Gattungen der nun als Unterfamilie geführten Scorpiopinae waren bis dahin einer eigenen Familie Scorpiopidae zugeordnet worden.
Diese gesamte Revision der Scorpiones und damit auch der hier behandelten Euscorpiidae wurde von Prendini & Wheeler (2005) vollständig zurückgewiesen, unter anderem warfen Prendini & Wheeler den Autoren der Revision massive methodische Fehler und eine vielfach nicht gerechtfertigte Differenzierung der für die systematischen Zuordnungen verwendeten morphologischen Merkmale vor.
Die Ablehnung dieser Revision wurde wiederum von Fet & Soleglad (2005) zurückgewiesen. Seitdem ist die wissenschaftliche Gemeinschaft bezüglich der Frage, welche der beiden Systematiken korrekt ist, jedoch tief gespalten. In der neueren Literatur werden daher beide Systematiken nebeneinander dargestellt.

## Verbreitung
Von den nach Soleglad & Fet bzw. Fet & Soleglad 11 der Familie zugeordneten Gattungen sind 8 altweltlich verbreitet, die vier Gattungen Megacormus, Plesiochactas, Chactopsis und Troglocormus sind auf die Neotropis beschränkt. Von den nur 4 nach Prendini & Wheeler der Familie zugehörigen Gattungen ist nur eine (Euscorpius) altweltlich, die anderen drei Gattungen Megacormus, Plesiochactas und Troglocormus sind neotropisch.
Mit Euscorpius, Alpiscorpius, Polytrichobothrius und Tetratrichobothrius enthält die Familie die einzigen vier weitgehend auf Europa beschränkten Gattungen der Skorpione.

## Giftwirkung
Die Arten der Familie sind für den Menschen relativ harmlos.